# Escudo de Kiribati
El escudo de armas de Kiribati tiene el mismo diseño que la bandera. La mitad superior es roja con una fregata dorada volando sobre un sol naciente del mismo color. La mitad inferior es azul con tres franjas ondeadas horizontales blancas que representan al océano Pacífico y los 3 grupos de islas que componen el país (las islas de Gilbert, de Phoenix y de la Línea). Los 17 rayos del sol representan las 16 islas Gilbert y la de Banaba.
En la parte inferior hay una cinta dorada con el lema nacional “Te Mauri, Te Raoi ao Te Tabomoa” (Salud, Paz, y Prosperidad). El Escudo de Armas fue propuesto el 1 de mayo de 1937 para las entonces islas británicas de Gilbert y de Ellice y se convirtió en la divisa oficial de Kiribati en 1979 con el nuevo lema.

## Historia
Después de ser dibujado por Sir Arthur Grimble en 1932, el escudo de armas fue concedido por el College of Arms el 1 de mayo de 1937 a las islas Gilbert y Ellice, luego Colonia Británica, que pagó £25 por ello, y fue adoptado como escudo de armas oficial de Kiribati en 1979 con el nuevo lema. El lema anterior de la Colonia Británica (1937-1979) era en gilbertino, Maaka te Atua, Karinea te Uea; o tuvaluano, Mataku i te Atua, Fakamamalu ki te Tupu quienes traducidos al español significan Teme a Dios, honra al Rey. 
El mismo motivo se ve en la bandera de Kiribati.